# فرد دیویس (بازیکن فوتبال، زاده۱۹۱۳)
فرد دیویس (انگلیسی: Fred Davis؛ زادهٔ ۱۹۱۳) بازیکن فوتبال است.